# Niels Erik Andersen
Niels Erik Andersen (Tørring, 25 settembre 1945) è un ex calciatore danese, di ruolo centrocampista.

## Carriera

### Nazionale
Il 18 settembre del 1966 debutta in Nazionale contro la Finlandia (2-1).